# Waldrohrbach
Waldrohrbach település Németországban, Rajna-vidék-Pfalz tartományban. Lakosainak száma 440 fő (2023. december 31.).

## Népesség
A település népességének változása:
| Lakosok száma | 378  | 369  | 380  | 396  | 427  | 440  |
|               | 1975 | 2017 | 2019 | 2021 | 2022 | 2023 |